# Drudkh
A Drudkh ukrán black metal együttes, amely 2002-ben alakult meg Harkivban.  A metal oldalak gyakran atmoszferikus black metal névvel illetik zenéjüket.

## Története
Első nagylemezük, a Forgotten Legends 2003. augusztus 18-án jelent meg, a Supernal Records kiadó gondozásában. Ez az album meghatározta a zenekar hangzásvilágát. A brit Terrorizer magazin a Top 40 Black Metal Albums listájára is beválogatta.
Második albumuk, az Autumn Aurora 2004. november 28-án került a boltok polcaira. A lemez megtartotta epikus hangzását, de az előző albumtól eltérően itt szintetizátor és hasonló billentyűs hangszerek is hallhatóak. Ezen album után Jurij dobos kilépett, helyét Amorth dobos-billentyűs vette át. 
A harmadik lemezük, a The Swan Road 2005. 
március 14-én jelent meg. Ez volt a zenekar első olyan albuma, amelyen ukrán szövegek találhatóak. Az anyag szövegei az ukránok által elkövetett lengyel felkelésről szólnak. 
2006. március 23-án megjelent a Drudkh negyedik nagylemeze, a Blood in Our Wells. Itt az együttestől megszokott black/folk metal keresztezése mellett progresszív és heavy metal elemek is szerepelnek. Az előző albumokhoz hasonlóan ezt is a Supernal Music adta ki. Ennek a lemeznek a megjelentetése után Amorth elhagyta az együttest, helyére Krechet basszusgitáros és Vlad dobos került.
Ugyanezen év októberében egy teljes egészében instrumentális albumot dobott piacra a Drudkh, Songs of Grief and Solitude címmel. Itt az eddigi albumaikról átvett dalaikat költötték át, melodikus jelleggel. Az eddigi lemezektől eltérő hangzás miatt erősen megosztotta a közönséget a lemez: a rajongók kritikusan fogadták, míg egyes kritikusok dicsérték.
2007-ben egy EP-t jelentettek meg, Anti-Urban címmel. Ugyanebben az évben piacra került hatodik albumuk, az Estrangement. A szövegek egy ukrán költő 1931-1932 között kiadott műveiről szólnak.
2008-ban leszerződtek a Season of Mist kiadóhoz, és 2009-ben piacra dobták hetedik nagylemezüket, a Microcosmost. Itt is jelentős szerepet játszottak az ukrán költők szövegeik témájában. Tizenegyedik helyezést ért el a Terrorizer Az év top 40 lemeze listáján.
A Handful of Stars című nyolcadik album 2010-ben került piacra a Season of Mist gondozásában. A lemez sokkal inkább post-rock hangzású volt, amely szintén megosztotta a közönséget. A Handful of Stars reklámozása érdekében a Drudkh egy EP-t is megjelentetett, Slavonic Chronicles címmel. Az EP sokkal jobban hasonlított a zenekar régebbi albumaihoz.
Kilencedik albumuk, az Eternal Turn of Winter 2012-ben jelent meg. 2015-ben tizedik albumuk is piacra került, A Furrow Cut Short elnevezéssel. 2018-ban megjelent a Drudkh tizenegyedik lemeze is: They Often See Dreams About the Spring.
Tagjai játszanak a Hate Forest és Blood of Kingu nevű black metal együttesekben is. A Handful of Stars albumon hallható post-rock stílust a Drudkh tagjai egy együttesre is átvitték, amelyet Neige-zsel, az Alcest énekesével alapítottak. A projekt az Old Silver Key nevet kapta. Első nagylemezük 2011. szeptember 16-án jelent meg.
A Drudkh-ra jellemző a titoktartás is: nem adnak interjúkat és nagyon kevés albumuk szövegét fedik fel. Az együttes továbbá kijelentette, hogy nem képviselnek politikai nézeteket.

## Tagjai
- Roman Saenko - gitár (2003-)
- Roman Blahykh (Thurios) - ének, gitár (2003-)
- Krechet - basszusgitár (2006-)
- Vlagyiszlav Petrov (Vlad) - dob, billentyűk (2006-)

## Korábbi tagok
- Jurij - dob
- Amorth - dob

## Diszkográfia
- Forgotten Legends (2003)
- Autumn Aurora (2004)
- The Swan Road (2005)
- Blood in Our Wells (2006)
- Songs of Grief and Solitude (2006)
- Estrangement (2007)
- Microcosmos (2009)
- Handful of Stars (2010)
- Eternal Turn of Winter (2012)
- A Furrow Cut Short (2015)
- They Often See Dreams About the Spring (2018)[10]

## Egyéb kiadványok
- Anti-Urban (EP, 2007)
- Slavonic Chronicles (EP, 2010)
- Eastern Frontier in Flames (válogatáslemez, 2014)
- Thousands of Moons Ago / The Gates (split lemez a Winterfylleth-tel, 2014)
- One Who Talks With the Fog / Pyre Era, Black! (split lemez a Hades Almightyval, 2016)
- Betrayed by the Sun / Mirages (split lemez a Grift-tel, 2016)
- Somewhere Sadness Wanders / Schnee (IV) (split lemez a Paysage d’Hiver-rel, 2017)